# Die Gärten von Versailles
Die Gärten von Versailles ist ein Legespiel der deutschen Spieleautoren Günter Burkhardt und dessen Tochter Lena, das 2017 bei Schmidt Spiele erschien. Ähnlich wie das im gleichen Jahr unter anderem mit dem Preis Spiel des Jahres ausgezeichnete Spiel Kingdomino handelt sich bei dem Spiel um eine Weiterentwicklung des klassischen Dominospiels.

## Spielweise
Bei Die Gärten von Versailles geht es den Spielern darum, mit Hilfe der verfügbaren Legeplättchen einen Garten aufzubauen und dabei möglichst große zusammenhängende Beete-Flächen abzulegen. Die Plättchen erhalten sie aus einer gemeinsamen Auslage, wobei sie diese durch das Ausspielen von Zahlenkarten erhalten. Das Ziel des Spiels ist es, in zwei Durchgängen den maximalen Wert für ihren Garten und damit die maximale Siegpunktanzahl erhalten.
Das Spielmaterial besteht neben der Spielanleitung aus:
- 72 quadratische Gartenplättchen, auf denen sich je vier Beete, Wasserspiele und Gebäudebereiche in fünf verschiedenen Farben sowie vereinzelte Bauflächen befinden;
- 55 Zahlenkarten mit den Werten 1 bis 55 als Bieterkarten,
- fünf große und sechs kleine Mehrheitenchips und
- eine Königsfigur

Die Königsfigur wurde dem Spiel Ohne Furcht und Adel von Hans im Glück übernommen.

### Spielvorbereitung
Zu Beginn des Spiels bekommt jeder Spieler 10 Zahlenkarten vom gemischten Kartenstapel, die sie auf die Hand nehmen. In der Tischmitte werden entsprechend der Spieleranzahl Gartenplättchen offen in einer Kette ausgelegt, sodass für jeden Spieler je eine Karte für sieben Runden vorhanden ist; für drei Spieler werden entsprechend 21, für vier Spieler 28 und für fünf Spieler 35 Plättchen ausgelegt. Die Königsfigur wird an den Anfang der Kette gestellt und bleibt während des gesamten Durchgangs immer am Anfang der Plättchen. Die fünf großen Mehrheitenchips werden mit der Bezeichnung 3 bereit gelegt.

### Spielablauf
Ein Spiel läuft über zwei Durchgänge mit jeweils sieben Runden. Die Runden verlaufen dabei im ersten Durchgang immer wieder nach dem gleichen Muster: Die Spieler wählen jeweils eine Zahlenkarte von ihrer Kartenhand und legen diese verdeckt vor sich ab, danach werden die Karten gleichzeitig aufgedeckt. Der Spieler mit der niedrigsten gespielten Karte nimmt sich das erste Plättchen neben der Königsfigur, die anderen Spieler folgen entsprechend der Reihenfolge der Kartenwerte. Die Plättchen werden dann in der gleichen Reihenfolge jeweils an die Gärten der Spieler angelegt, wobei sie mit mindestens einem der Felder an ein benachbartes Plättchen angelegt werden müssen; Löcher dürfen dabei entstehen. Für die Wertung ist es sinnvoll, möglichst große zusammenhängende Felder gleicher Gartentypen (Farben) zu bilden, Jokerfelder gelten jeweils für alle Plättchenfarben. Sobald ein Spieler mindestens vier zusammenhängende Felder einer Farbe besitzt, bekommt er den Mehrheitenchip der jeweiligen Farbe, wird er überboten, muss er den Chip abgeben. Die Bauflächen gehen in die erste Wertung nicht ein, in der zweiten Wertung zählt die größte zusammenhängende Baufläche drei Siegpunkte.
Der erste Durchgang endet, wenn alle Plättchen vergeben und die jeweils siebten Handkarten gespielt sind. Zur Zwischenwertung zählen die Spieler die Anzahl der Einzelfelder der beiden größten zusammenhängenden Farbfelder und addieren für jeden Mehrheitenchip, den sie besitzen, drei Punkte hinzu.
Für den zweiten Durchgang behalten die Spieler ihre Gärten und ihre Mehrheitenchips und es wird eine zweite Kette von Gartenplättchen ausgelegt, die Spieler erhalten erneut 10 Handkarten. Das Spiel entspricht der ersten Runde. Die Mehrheitenchips werden umgedreht und sind nun jeweils 5 Punkte wert. Nach dem Durchgang kommt es zur Endwertung, bei der diesmal die Anzahl der Einzelfelder der drei größten zusammenhängenden Farbfelder gezählt wird. Zu dem Ergebnis werden für jeden Mehrheitenchip fünf Punkte addiert, zudem erhält jeweils der Spieler mit dem zweitgrößten Feld einer Farbe den kleineren Chip und addiert 3 Punkte pro Chip zu seinem Ergebnis. Der Besitzer mit der größten Baufläche erhält ebenfalls einen Bonuschip mit drei zusätzlichen Punkten.
Gewinner des Spiels ist der Spieler, der nach Addition beider Rundenwertungen die meisten Punkte erreichen konnte. Bei einem Gleichstand gewinnt der Spieler mit der größten zusammenhängenden Fläche eines Gartentyps.

### Variante für zwei Spieler
Das Spiel für zwei Spieler entspricht dem Spiel für drei Spieler, entsprechend wird eine Kette mit 21 Gartenplättchen ausgelegt. Die Spieler erhalten jeweils 10 Handkarten, weitere 10 Handkarten werden an einen imaginären Spieler vergeben. Die Karten des dritten Spielers werden auf einen Ziehstapel gelegt und beim Bieten jeweils abgehoben, die Karten und die entsprechenden Plättchen werden abgelegt. Für die Wertung werden in diesem Spiel zudem nur die großen Mehrheitenchips genutzt.

## Ausgaben und Rezeption
Das Spiel Die Gärten von Versailles wurde von Günter Burkhardt und dessen Tochter Lena entwickelt und erschien 2017 bei Schmidt Spiele, wo es zur Nürnberger Spielwarenmesse im Frühjahr des Jahres präsentiert wurde.
Die Entwicklung des Spiels geht auf eine Idee der Burkhardt zurück, die diese erstmals auf dem Göttinger Spieleautorentreffen 2015 präsentierten. Das ursprüngliche Spiel entstand während eines Freiwilligendienstes, das Lena Burkhardt auf Costa Rica absolvierte und wo sie unter anderem in einer Aufzuchtstation für Tukane arbeitete. Das Spiel handelte entsprechend von Tukanen und Faultieren und wurde von Günter Burkhardt und Thorsten Gimmler, dem zuständigen Redakteur des Verlags, zu einem Spiel rund um die Gartenanlagen von Versailles umgeformt.

## Belege
1. 1 2 3 4 5 6 7 8  Spielregeln (Memento des Originals vom 24. August 2017 im Internet Archive)  Info: Der Archivlink wurde automatisch eingesetzt und noch nicht geprüft. Bitte prüfe Original- und Archivlink gemäß Anleitung und entferne dann diesen Hinweis. für Die Gärten von Versailles bei Schmidt Spiele
2. ↑  
Versionen von Die Gärten von Versailles in der Datenbank BoardGameGeek; abgerufen am 14. Mai 2017.
3. ↑  Wieland Herold: Tukan im Schlosspark. Die Gärten von Versailles. spielbox 4, 2017; S. 44–45.